# Cephalocyclus puncticeps
Cephalocyclus puncticeps är en skalbaggsart som beskrevs av Edgar von Harold 1862. Cephalocyclus puncticeps ingår i släktet Cephalocyclus och familjen Aphodiidae. Inga underarter finns listade.